# Alpineskiën op de Olympische Winterspelen 1968

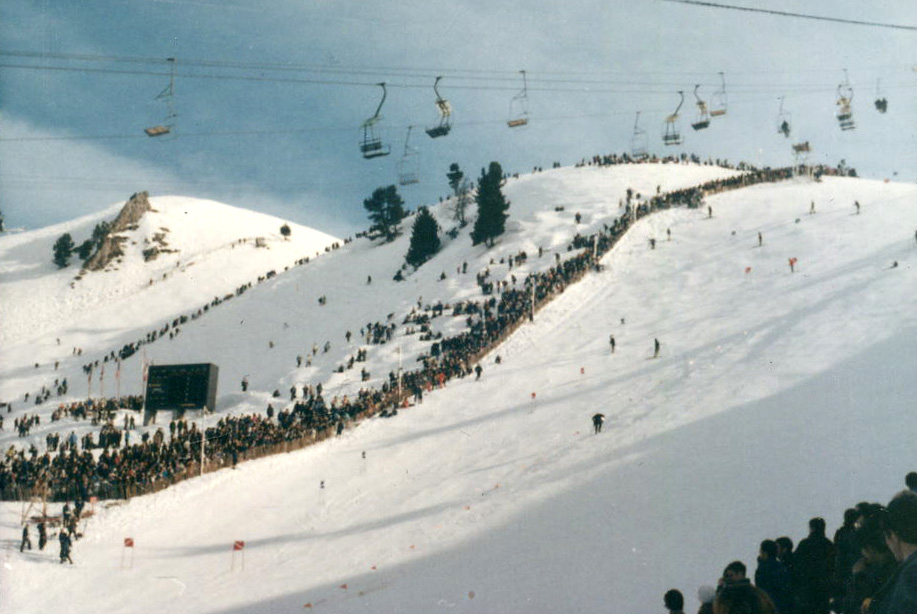
Sjalom-baan

Alpineskiën is een van de sporten die beoefend werden tijdens de Olympische Winterspelen 1968 in Grenoble. Deze wedstrijden golden tevens als wereldkampioenschap.

## Heren

### Afdaling
| rang   | sporter(s)           | land | tijd    |
| ------ | -------------------- | ---- | ------- |
| Goud   | Jean-Claude Killy    | FRA  | 1:59.85 |
| Zilver | Guy Périllat         | FRA  | 1:59.93 |
| Brons  | Jean-Daniel Dätwyler | SUI  | 2:00.32 |
| 4      | Heinrich Messner     | AUT  | 2:01.03 |
| 5      | Karl Schranz         | AUT  | 2:01.89 |
| 6      | Ivo Mahlknecht       | ITA  | 2:02.00 |
| 7      | Gerhard Prinzing     | FRG  | 2:02.10 |
| 8      | Bernard Orcel        | FRA  | 2:02.22 |

### Reuzenslalom
| rang   | sporter(s)        | land | tijd    |
| ------ | ----------------- | ---- | ------- |
| Goud   | Jean-Claude Killy | FRA  | 3:29.28 |
| Zilver | Willi Favre       | SUI  | 3:31.50 |
| Brons  | Heinrich Messner  | AUT  | 3:31.83 |
| 4      | Guy Périllat      | FRA  | 3:32.06 |
| 5      | Billy Kidd        | USA  | 3:32.37 |
| 6      | Karl Schranz      | AUT  | 3:33.08 |
| 7      | Dumeng Giovanoli  | ITA  | 3:33.55 |
| 8      | Gerhard Nenning   | AUT  | 3:33.61 |

### Slalom
| rang   | sporter(s)             | land | tijd    |
| ------ | ---------------------- | ---- | ------- |
| Goud   | Jean-Claude Killy      | FRA  | 1:39.73 |
| Zilver | Herbert Huber          | AUT  | 1:39.82 |
| Brons  | Alfred Matt            | AUT  | 1:40.09 |
| 4      | Dumeng Giovanoli       | ITA  | 1:40.22 |
| 5      | Vladimir Sabich        | USA  | 1:40.49 |
| 6      | Andrzej Bachleda-Curuś | POL  | 1:40.61 |
| 7      | Jim Heuga              | USA  | 1:40.97 |
| 8      | Alain Penz             | FRA  | 1:41.14 |

## Dames

### Afdaling
| rang   | sporter(s)         | land | tijd    |
| ------ | ------------------ | ---- | ------- |
| Goud   | Olga Pall          | AUT  | 1:40.87 |
| Zilver | Isabelle Mir       | FRA  | 1:41.33 |
| Brons  | Christl Haas       | AUT  | 1:41.41 |
| 4      | Brigitte Seiwald   | AUT  | 1:41.82 |
| 5      | Annie Famose       | FRA  | 1:42.15 |
| 6      | Felicity Field     | GBR  | 1:42.79 |
| 7      | Fernande Bochatay  | SUI  | 1:42.87 |
| 8      | Marielle Goitschel | FRA  | 1:42.95 |

### Reuzenslalom
| rang   | sporter(s)         | land | tijd    |
| ------ | ------------------ | ---- | ------- |
| Goud   | Nancy Greene       | CAN  | 1:51.97 |
| Zilver | Annie Famose       | FRA  | 1:54.61 |
| Brons  | Fernande Bochatay  | SUI  | 1:54.74 |
| 4      | Florence Steurer   | FRA  | 1:54.75 |
| 5      | Olga Pall          | AUT  | 1:55.61 |
| 6      | Isabelle Mir       | FRA  | 1:56.07 |
| 7      | Marielle Goitschel | FRA  | 1:56.09 |
| 8      | Divina Galica      | GBR  | 1:56.58 |

### Slalom
| rang   | sporter(s)         | land | tijd    |
| ------ | ------------------ | ---- | ------- |
| Goud   | Marielle Goitschel | FRA  | 1:25.86 |
| Zilver | Nancy Greene       | CAN  | 1:26.15 |
| Brons  | Annie Famose       | FRA  | 1:27.89 |
| 4      | Gina Hathorn       | GBR  | 1:27.92 |
| 5      | Isabelle Mir       | FRA  | 1:28.22 |
| 6      | Burgl Färbinger    | FRG  | 1:28.90 |
| 7      | Glorianda Cipolla  | ITA  | 1:29.74 |
| 8      | Bernadette Rauter  | AUT  | 1:30.44 |

## Medaillespiegel
| rang | land        | goud | zilver | brons | totaal |
| ---- | ----------- | ---- | ------ | ----- | ------ |
| 1    | Frankrijk   | 4    | 3      | 1     | 8      |
| 2    | Oostenrijk  | 1    | 1      | 3     | 5      |
| 3    | Canada      | 1    | 1      | 0     | 2      |
| 4    | Zwitserland | 0    | 1      | 2     | 3      |
|      |             | 6    | 6      | 6     | 18     |